# Пароним
Паронимите са думи, които са близки по звучене, но различни по значение. Те са думи от една и съща част на речта. Поради сходство в звученето и частично съвпадение на морфемния им състав, паронимите могат погрешно и неуместно да се използват в речта.

## Етимология
Думата пароним произлиза от гръцкото para – „покрай, редом, около“ и onoma – „име“. Според тясното значение те са еднокоренни думи, близки по състав, но различни по значение. Според широкото – са думи близки до други по външна форма, но не са сродни.

## Видове
Според произхода си паронимите могат да бъдат:
- с общ произход – имат общ корен, но различни представки и наставки, лексикалното им значение е различно;
- с различен произход – не са сродни думи, звуковото им сближаване е случайно в резултат от фонетични промени или заемане на чужди думи.

Според значението си паронимите могат да бъдат:
- с близко значение, без големи смислови различия, например: драматичен – драматически; дипломатичен – дипломатически и др.;
- с много различно значение, например: комплемент – комплимент, шампоан и шампион и пр.

## Примери
- жаба – жалба
- индиец – индианец
- нотариален – натурален
- стенография – сценография
- финансови – фаянсови
- Австралия – Австрия
- Словения – Словакия
- Швейцария – Швеция
- Иран – Ирак
- батерия – бактерия
- пица – птица
- компания – кампания
- инфектиран – афектиран
- призрак – признак
- пръст – кръст
- шампоан – шампион
- фирма – ферма
- фон – фонд
- сос – сок
- комплект – комплекс
- взаимодействие – въздействие
- еволюция – революция
- компактен – контактен
- превързан – привързан
- пренасям – принасям
- ларва – лавра
- жираф – жерав
- драматичен – драматически
- дипломатичен – дипломатически
- комплимент – комплемент
- славянски – словенски – словашки
- часовник – чиновник
- образование – образувание
- оглеждам – отглеждам
- лекувам – ликувам
- колона – колония
- месен – местен
- боксува – боксира
- незаличим – неизличим
- фрактура – фактура
- юни – юли
- скален – кален
- питам – пипам
- камера – камара
- респект – аспект
- фикус – фокус
- талия – Италия
- артерия – Армения